# Infamous (computerspel)
Infamous (Japans: INFAMOUS 〜悪名高き男〜; Infamous: Akumyōtakaki Otoko), ook geschreven als: inFAMOUS of InFamous, is een openwereldspel exclusief voor de PlayStation 3. Het computerspel is ontwikkeld door Sucker Punch Productions en uitgegeven door Sony Computer Entertainment.

## Ontvangst
| Beoordeeld door                | Jaar | Score |
| ------------------------------ | ---- | ----- |
| GameTrailers                   | 2009 | 90%   |
| Impulse Gamer                  | 2009 | 90%   |
| Only Games                     | 2009 | 90%   |
| Cheat Code Central             | 2009 | 88%   |
| IGN Australia                  | 2009 | 86%   |
| Computer and Video Games (CVG) | 2009 | 85%   |
| Game Revolution                | 2009 | 83%   |
| Thunderbolt Games              | 2009 | 80%   |
| Blend Games                    | 2009 | 80%   |
| Jeux Vidéo Network             | 2009 | 75%   |

## Trivia
- Infamous was gratis beschikbaar in het Welcome-Back pakket van PlayStation Network.
- Het spel is opgenomen in het boek 1001 Video Games You Must Play Before You Die van Tony Mott.